# Kiyoshi Itō
mathematicians find the same sort of beauty others find in enchanting pieces of music, or in magnificent architecture.»
i matematici trovano lo stesso tipo di bellezza che altri trovano in brani musicali incantevoli, o in architetture magnifiche.»
(K Itō, My Sixty Years in Studies of Probability Theory : acceptance speech of the Kyoto Prize in Basic Sciences 1998)
Kiyoshi Itō,  (伊藤 清?, Itō Kiyoshi) (Inabe, 7 settembre 1915 – Kyoto, 10 novembre 2008), è stato un matematico giapponese.
Itō è ampiamente noto come il fondatore della moderna teoria delle equazioni differenziali stocastiche, per la quale oggi si usa comunemente anche il nome di calcolo di Itō o calcolo stocastico. L'oggetto principale della sua analisi è l'integrale di Itō, o integrale stocastico.  Tra i risultati derivati è ricordato il lemma di Itō, risultato che facilita la comprensione di eventi casuali. Tale teoria è ampiamente applicata, ad esempio, alla matematica finanziaria. Per la traslitterazione del suo nome in occidente si utilizza sovente l'ortografia Itô o la semplice scrittura Ito, sebbene secondo il sistema Hepburn la scrittura corretta sia Itō.

## Biografia
Itō nasce a Hokusei (ora detto Inabe) nella Prefettura di Mie su Honshū, la principale isola giapponese. 
Studia matematica presso la Facoltà di Scienze dell'Università Imperiale di Tokyo dove 
matura il suo interesse verso la teoria della probabilità.
Nel 1938 si laurea all'Università di Tokyo e fino al 1943 lavora come statistico presso l'Ufficio di Statistica giapponese; è durante questi anni che formula alcuni dei suoi maggiori contributi. Nel 1940 pubblica infatti l'articolo "On the probability distribution on a compact group" (in collaborazione con Yukiyosi Kawada), e nel 1942 il famoso articolo "On stochastic processes (Infinitely divisible laws of probability)".
Nel 1943 diventa assistente professore alla Facoltà di Science dell'Università Imperiale di Nagoya. Nonostante le difficili condizioni dovute alla Seconda guerra mondiale, Itō lavora alacremente: il volume 20 dei "Proceedings of the Imperial Academy of Tokyo" contiene sei articoli di Itō. Nel 1945 consegue il dottorato all'Università Imperiale di Tokyo. Itō continua a sviluppare le sue idee sull'analisi stocastica pubblicandole in molti importanti articoli, tra i quali "On a stochastic integral equation" (1946), "On the stochastic integral" (1948), "Stochastic differential equations in a differentiable manifold" (1950), "Brownian motions in a Lie group" (1950), e "On stochastic differential equations" (1951).
Nel 1952 diventa Professore presso l'Università di Kyoto, posizione che occupa fino al 1979, l'anno del suo pensionamento, in cui viene nominato Professore emerito. Nel 1953 pubblica il suo libro più famoso, "Probability theory". Trascorre il periodo 1954-56 presso l'Institute for Advanced Study dell'Università di Princeton. Collabora contemporaneamente con molte università, quali l'Institute for Advanced Study di Princeton (1954–75), l'Università di Aarhus (1966–69), la Cornell (1969–75), e il Gakushūin (1979–85). È direttore dell'Istituto di ricerca per le scienze matematiche all'Università di Kyoto dal 1976 al 1979. Anche dopo il ritiro dalla attività accademica, Itō continua la sua attività di ricerca.
Muore nel novembre 2008, a Kyoto, all'età di 93 anni.

## Premi e onorificenze
Nel 1978 Itō riceve il premio Asahi e il Premio imperiale dell'Accademia del Giappone, alcune fra le maggiori onorificenze giapponesi; nel 1985 riceve il premio Fujiwara e nel 1987 il premio Wolf per la matematica. Nel 1998 riceve il prestigioso premio Kyōto nella categoria scienze di base. Nel 2003 il suo paese gli tributa il premio al merito culturale e nel 2006 Itō è insignito del prestigioso premio Carl Friedrich Gauss.
Itō è membro dell'Accademia del Giappone dal 1991, membro esterno della Accademia francese delle scienze (1989) e dell'Accademia nazionale delle scienze degli Stati Uniti (1998), membro onorario della Società matematica di Mosca (1995).
Riceve anche la laurea honoris causa dall'Università Paris VI (1981), dall'ETH di Zurigo (1987) e dall'Università di Warwick (1992).
Nel 2008 viene insignito dell'Ordine della Cultura giapponese. 

## Attività scientifica
Come egli stesso dichiarava, Itō era attratto dalla teoria della probabilità sin dai tempi in cui era studente. In quegli anni il basilare concetto di variabile aleatoria non era ancora chiaramente definito e la teoria della probabilità non era considerata un campo della matematica vero e proprio.
Formatosi sulle letture degli scritti di Kolmogorov e Paul Lévy, durante gli anni 1938-1945 precisò le idee di Lévy utilizzando gli strumenti logici di Kolmogorov e, introducendo il concetto di regolarizzazione, formulò la teoria della equazioni differenziali stocastiche. Le basi di tale teoria risalgono agli studi del botanico Brown, che osservò il moto del polline nell'acqua. I moti browniani sono studiati da fisici quali Albert Einstein, Jean Baptiste Perrin e altri all'inizio del ventesimo secolo. Nel 1923 Wiener gettò le basi dell'analisi stocastica costruendo una misura di probabilità sullo spazio dei cammini che descrive il moto browniano.
Nel susseguente affermarsi e svilupparsi della moderna teoria della probabilità, la teoria di Itō delle equazioni differenziali stocastiche apportò un drastico cambiamento nell'analisi stocastica, riformulata da Itō a partire dalla nozione di integrale stocastico.
Sin dal 1950 la teoria delle equazioni differenziali stocastiche ha guadagnato nuove prospettive di sviluppo attraverso l'interazione con vari rami della matematica, incluse le equazioni differenziali alle derivate parziali, la teoria del potenziale, l'analisi armonica, la geometria differenziale e la fisica teorica. Grazie agli sforzi di P. Malliavan, S. Watanabe ed altri ora abbiamo una consolidata analisi sugli spazi dei cammini. Sono inoltre stati fatti tentativi per sviluppare l'analisi asintotica e la geometria differenziale sugli spazi dei cammini.
La motivazione iniziale di Itō allo sviluppo della teoria delle equazioni differenziali stocastiche fu puramente matematica, tuttavia questa teoria ha largamente superato i confini della matematica e gioca attualmente un ruolo cruciale in varie applicazioni della fisica, della biologia, dell'economia e dell'ingegneria. La teoria delle equazioni differenziali stocastiche, nota come calcolo di Itō, è uno degli strumenti fondamentali per lo studio dei fenomeni casuali.
Un esempio notevole è fornito dalle ricerche di F. Black e M. Scholes nel campo della finanza matematica, che hanno ricevuto il premio Nobel per l'economia nel 1997; nei loro studi è cruciale il ruolo giocato dal calcolo di Itō. Le equazioni differenziali stocastiche e la "formula di Itō" per gli integrali stocastici sono strumenti indispensabili al giorno d'oggi, anche nel mondo della finanza.
Itō ha dato significativi contributi anche in altri campi, ad esempio processi diffusivi generalizzati monodimensionali e espansioni di Wiener multiple.